# Fehring

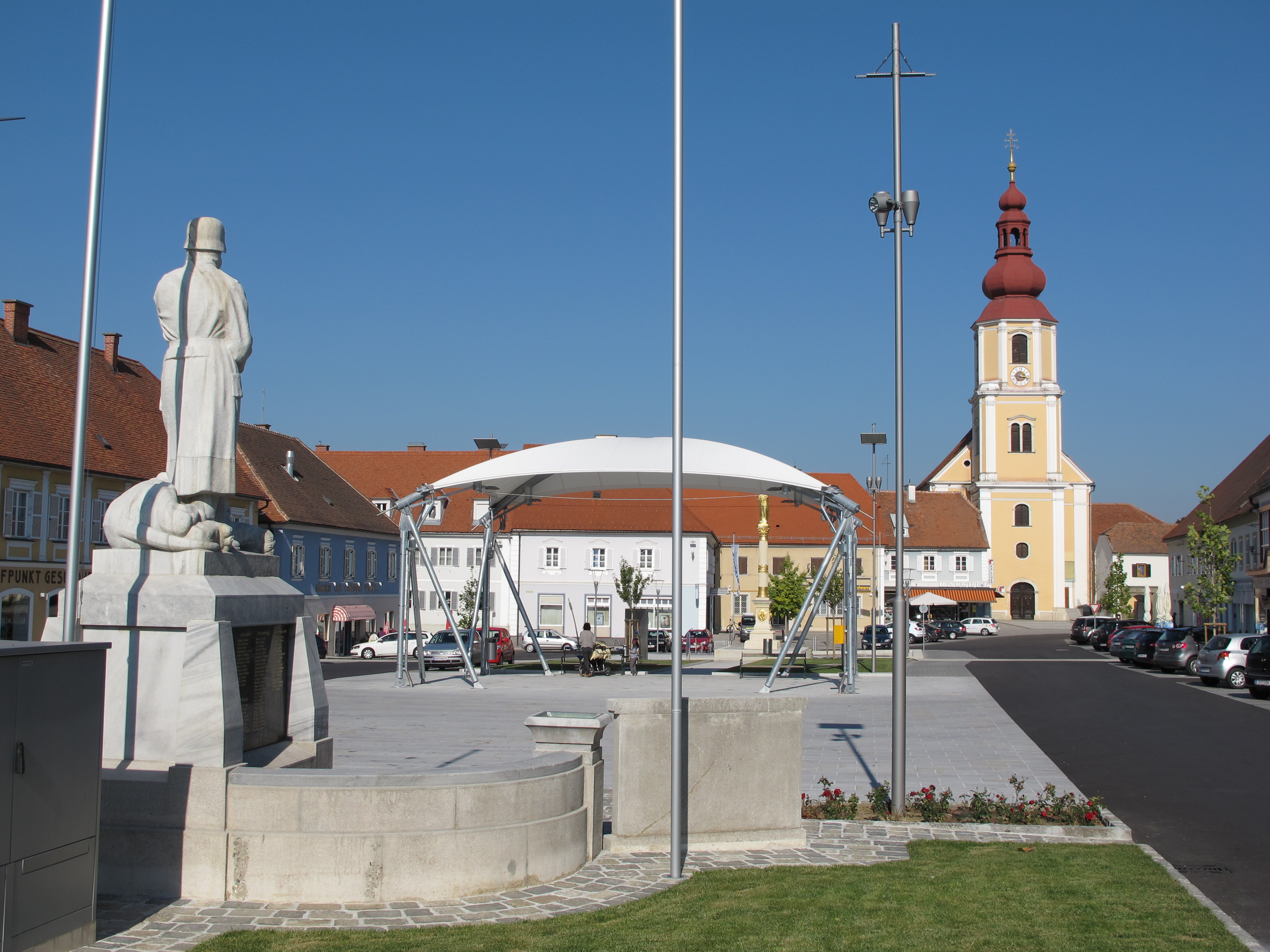
Hauptplatz von Fehring mit der Kirche

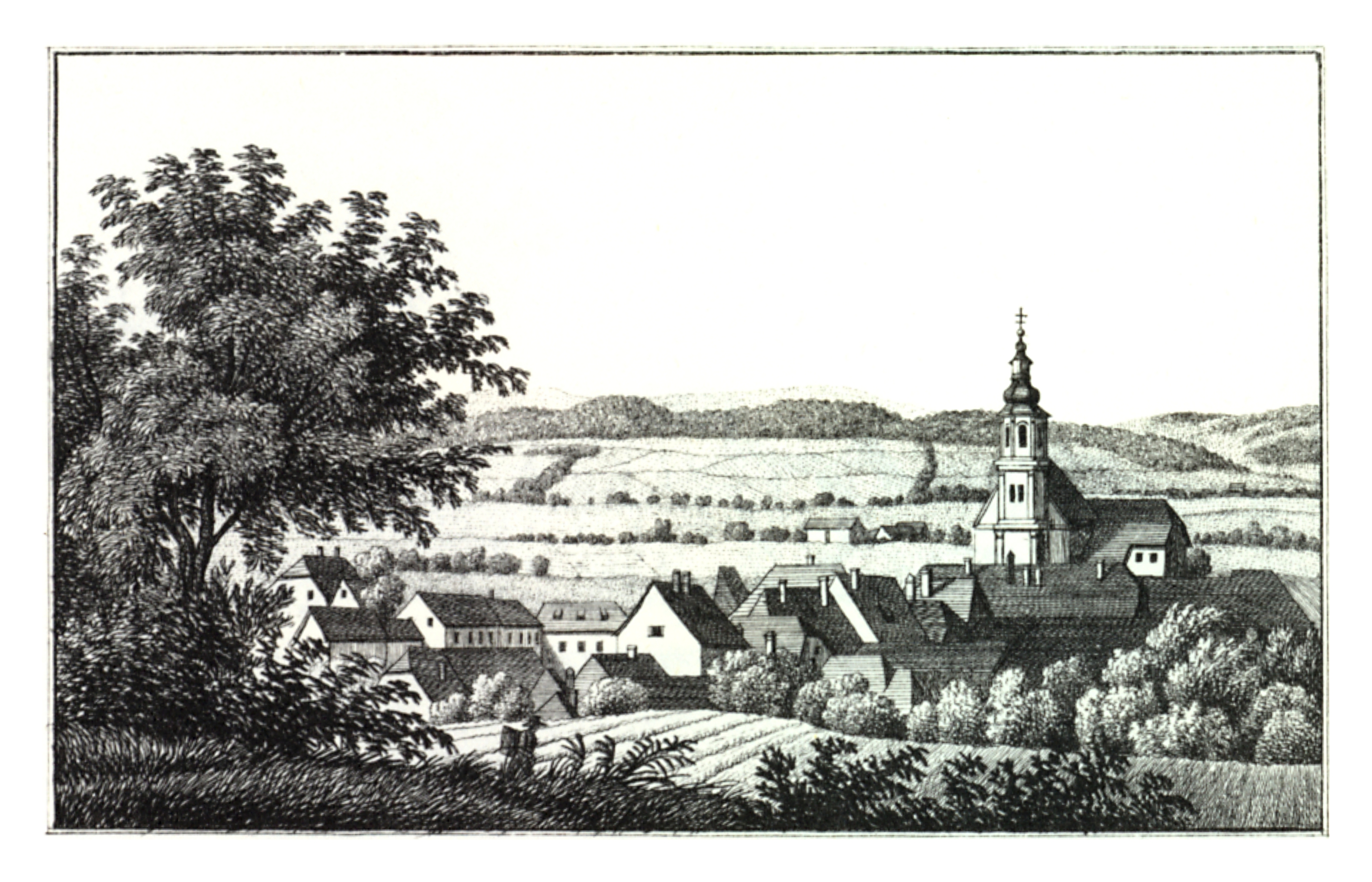
Fehring um 1820, Lith. J.F. Kaiser

Die Stadtgemeinde Fehring (Steiermark, Österreich) mit 7146 Einwohnern (Stand 1. Jänner 2025) liegt im geographischen Zentrum des Thermen- und Vulkanlandes Steiermark in der Oststeiermark.
Fehring, das kulturelle Zentrum des Raabtales am Knotenpunkt der Thermenland- und der Klöcher-Weinstraße, gilt als eine babenbergische Gründung und wurde 1962 zur Stadt erhoben.
Im Rahmen der Gemeindestrukturreform in der Steiermark ist Fehring seit 1. Jänner 2015 mit den umliegenden Gemeinden Hatzendorf, Hohenbrugg-Weinberg, Johnsdorf-Brunn und Pertlstein zusammengeschlossen, die neue Gemeinde führt den Namen Fehring weiter. Die Grundlage für den Zusammenschluss bildete das Steiermärkische Gemeindestrukturreformgesetz – StGsrG.

## Geografie

### Geografische Lage
Fehring liegt im Raabtal, das von Hügeln begrenzt ist, wobei der Heißberg mit 440 m ü. A. der höchste ist, gefolgt von Kuruzzenkogel und Döllingkogel mit 420 m ü. A. Ein Teil der Hügellandschaft ist vulkanischen Ursprungs und vor rund zwei Millionen Jahren entstanden.
Die Stadt selbst steht auf einem kleinen Sockel, einige Meter über dem Tal. Circa die Hälfte der Gemeindefläche ist mit Wald bedeckt, wobei die meiste Fläche der Wälder sich auf den Hügeln ausbreitet. Die Gemeinde grenzt im Osten an das Burgenland.
Die Raab hat im Gemeindegebiet einige Altarme. Im Grenzgebiet zum Burgenland wurde die Naturschutzzone Mein Quadratmeter Raabtal eingerichtet.

### Gemeindegliederung
Das Gemeindegebiet gliedert sich in 17 Ortschaften (in Klammern Einwohnerzahl Stand 1. Jänner 2025):
- Brunn (551)
- Burgfeld (115)
- Fehring (1778)
- Habegg (166)
- Hatzendorf (782)
- Höflach (347)
- Hohenbrugg an der Raab (503)
- Johnsdorf (250)
- Oedgraben (107)
- Pertlstein (757)
- Petersdorf I (185)
- Petzelsdorf bei Fehring (325)
- Schiefer (274)
- Stang bei Hatzendorf (297)
- Tiefenbach (192)
- Unterhatzendorf (92)
- Weinberg an der Raab (425)

Die Gemeinde besteht aus 15 Katastralgemeinden (Fläche Stand 31. Dezember 2023):
- Fehring (577,92 ha)
- Habegg (312,36 ha)
- Hatzendorf (823,7 ha)
- Höflach (448,61 ha)
- Hohenbrugg (1.026,54 ha)
- Johnsdorf (734,51 ha)
- Oedgraben (235,42 ha)
- Pertlstein (933,64 ha)
- Petersdorf I (632,29 ha)
- Petzelsdorf (346,25 ha)
- Schiefer (718,84 ha)
- Stang (740,38 ha)
- Tiefenbach (389,06 ha)
- Weinberg (541,15 ha)

### Eingemeindungen
Mit 1. Jänner 1965 wurden die Gemeinden Fehring, Höflach, Petersdorf I, Petzelsdorf bei Fehring und Schiefer zur Gemeinde Fehring zusammengelegt.

### Nachbargemeinden
Eine der acht Nachbargemeinden liegt im Bezirk Hartberg-Fürstenfeld, weitere drei im burgenländischen Bezirk Jennersdorf (JE).
| Riegersburg | Fürstenfeld (HF)                            | Unterlamm                                          |
|             | Kompassrose, die auf Nachbargemeinden zeigt | Jennersdorf (JE) und Sankt Martin an der Raab (JE) |
| Feldbach    | Kapfenstein                                 | Mühlgraben (JE)                                    |

## Geschichte
Die erste Nennung von Fehring findet sich aus dem ottokarischen Urbar von 1265 mit rund 40 Hofstätten. Der Ortsteil Petzelsdorf ist bereits im Babenberger Urbar 1220 genannt. 1305 ist in Fehring schon eine Vikarpfarre der Hauptpfarre Riegersburg dokumentiert. Die Anlage des Orts ist von Anfang an als Markt konzipiert, 1362 wurde durch Rudolf den Stifter das Marktrecht verliehen. Der landesfürstliche Markt hat in der Grenzregion eine bewegte Geschichte und litt oft unter kriegerischen Einflüssen, da die nahe Grenze zum heutigen Burgenland früher die zu Ungarn war. So gab es Heiduken- (1605) und Kurruzeneinfälle in den Jahren 1704–1711.
Dokumentiert sind große Feuerschäden aus den Jahren 1571, 1605, 1621 und 1735, wobei bei letzterem Brand fast der ganze Ort zum Opfer fiel. Danach wurden die Häuser gemauert.

### Historische Sonderstellung
Fehring ist eine landesfürstliche Gründung und gehörte ab dem 13. Jahrhundert zur Verwaltung Fürstenfeld. Die Verwaltung war auf Schloss Stein in Fürstenfeld und führte im Auftrag des Landesfürsten die Geschäfte. Das war der Grundstein dafür, dass die rechtliche Stellung des Marktes Fehring eine andere war als die anderer landesfürstlicher Städte und Märkte, die direkt dem Landesfürsten unterstanden.
Diese rechtliche Sonderstellung führte dazu, dass der Markt öfter verpfändet wurde als andere und die Pfandinhaber versuchten, den Markt zu einem Patrimonialmarkt (einem der Grundherrschaft unterstehenden) zu machen. Auch wurde versucht die Bürger zur Robot zu zwingen, von der die Bürger von landesfürstlichen Märkten befreit waren.

### Seit 1800

Bahnhof Fehring im Jahre 1910

Mit der Eröffnung der Steirischen Ostbahn, die ein Teil der Ungarischen Westbahn war, wurde die Stadt Fehring am 1. Mai 1873 von der Eisenbahn erschlossen. Damit war von Fehring aus einerseits die steirische Landeshauptstadt Graz, wo Anschluss an die Österreichische Südbahn bestand, und andererseits die ungarische Reichshälfte der Monarchie über die Schiene erreichbar.

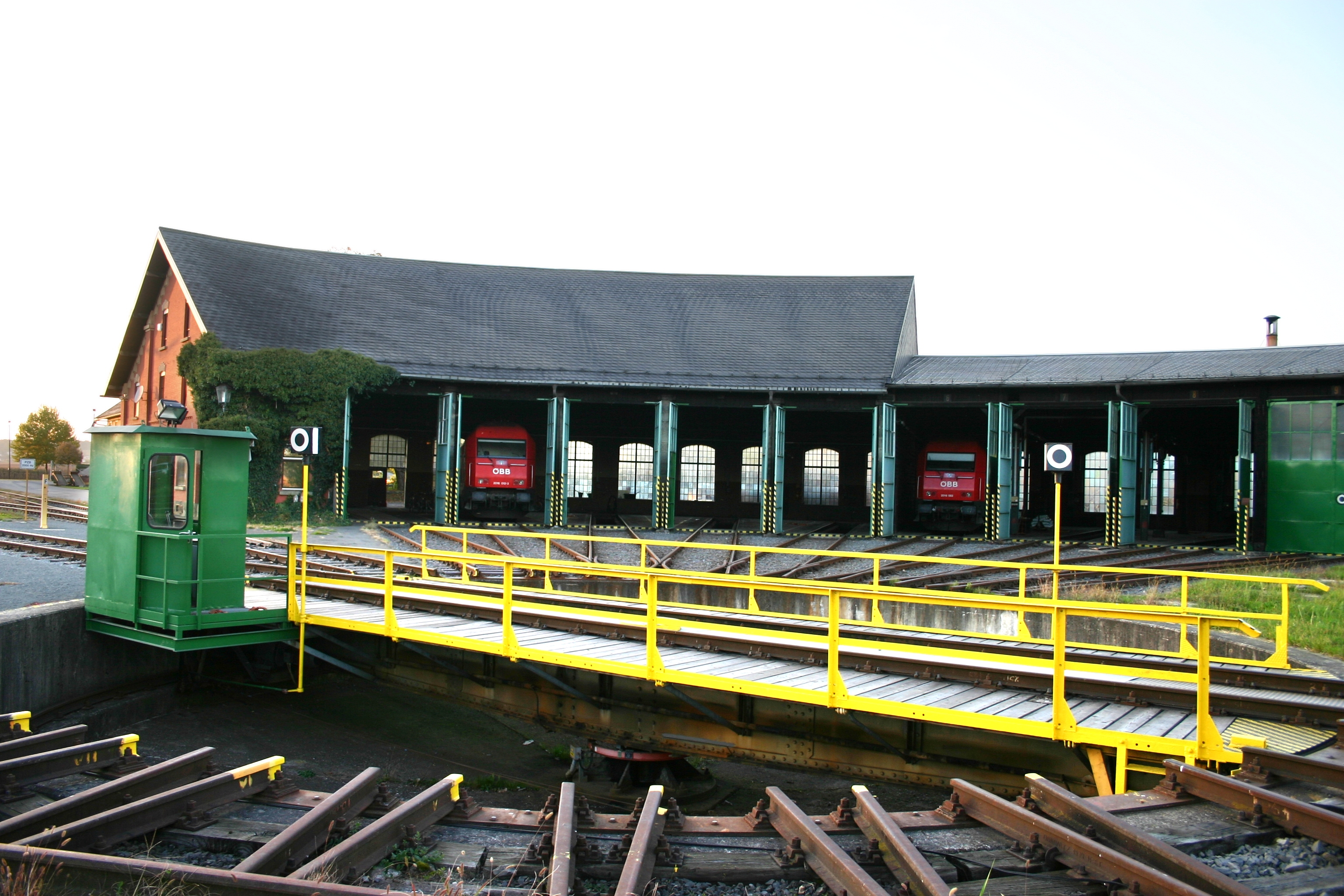
Bahnhof Fehring: Rundschuppen und Lokomotivdrehscheibe

Durch den Bau der Lokalbahn Fehring–Fürstenfeld, die ein Teil der späteren Thermenbahn war, wurde der Bahnhof Fehring am 1. Oktober 1885 zum Eisenbahnknotenpunkt. Erst mit dem weiteren Ausbau der Thermenbahn und der Fertigstellung der Wechselbahn, die in Aspang-Markt an die Aspangbahn anschloss, war Fehring ab 12. Oktober 1910 mit der Hauptstadt Wien verbunden. Die Stellung des Bahnhofes erforderte in weiterer Folge den Ausbau der Bahnanlagen sowie die Errichtung eines eigenen Ringlokschuppens samt zugehöriger Drehscheibe, der heute noch zum Abstellen von Lokomotiven in Verwendung ist. Zur Zeit der Hochblüte des Tourismus verkehrten zwischen Wien und Graz auch Schnell- und Eilzüge, die in Fehring planmäßig hielten.
Im Zweiten Weltkrieg wurde Fehring schwer zerstört.

### Name
Die erste urkundliche Erwähnung ist 1265 als Voringe und dann ca. 1300 als Vorinch, 1305 als Vering, Voringe, 1409 Faering „… mittelhochdeutsch ‚vorhe‘ für Föhre“.
Ein logischerer Erklärungsversuch wäre die Herleitung von borovnik(a) oder borinije slawisch für „Föhrenhain“. Die Herleitung von vorn im Gau, die manchmal gefunden wird, ist laut Chronik der Stadtgemeinde, geschrieben von Josef Desput, als unwissenschaftlich abzulehnen, da sich diese Ableitung auf spätere Abwandlungen von 1461 bezieht. In Sagen wird von einem Föhrenring oder -dickicht erzählt, der zur Verteidigung gepflanzt wurde, von dem der Name kommen soll.
Da es früher im selben Bezirk (Feldbach, später Südoststeiermark) noch ein Petersdorf gab (heute Teil der im Bezirk Bezirk Graz-Umgebung liegenden Gemeinde St. Marein bei Graz), wurden diese gleichnamigen Gemeinden, die beide keinen Zusatz hatten, nummeriert, um Eindeutigkeit im Grundbuch zu haben.

### Bevölkerungsentwicklung
| Fehring: Einwohnerzahlen von 1869 bis 2024          | Fehring: Einwohnerzahlen von 1869 bis 2024 | Fehring: Einwohnerzahlen von 1869 bis 2024 | Fehring: Einwohnerzahlen von 1869 bis 2024 | Fehring: Einwohnerzahlen von 1869 bis 2024 |
| --------------------------------------------------- | ------------------------------------------ | ------------------------------------------ | ------------------------------------------ | ------------------------------------------ |
| Jahr                                                |                                            |                                            |                                            | Einwohner                                  |
| 1869                                                | 1869                                       |                                            | 7.002                                      | 7.002                                      |
| 1880                                                | 1880                                       |                                            | 7.334                                      | 7.334                                      |
| 1890                                                | 1890                                       |                                            | 7.647                                      | 7.647                                      |
| 1900                                                | 1900                                       |                                            | 7.757                                      | 7.757                                      |
| 1910                                                | 1910                                       |                                            | 8.004                                      | 8.004                                      |
| 1923                                                | 1923                                       |                                            | 8.036                                      | 8.036                                      |
| 1934                                                | 1934                                       |                                            | 7.863                                      | 7.863                                      |
| 1939                                                | 1939                                       |                                            | 7.556                                      | 7.556                                      |
| 1951                                                | 1951                                       |                                            | 7.482                                      | 7.482                                      |
| 1961                                                | 1961                                       |                                            | 7.337                                      | 7.337                                      |
| 1971                                                | 1971                                       |                                            | 7.738                                      | 7.738                                      |
| 1981                                                | 1981                                       |                                            | 7.695                                      | 7.695                                      |
| 1991                                                | 1991                                       |                                            | 7.694                                      | 7.694                                      |
| 2001                                                | 2001                                       |                                            | 7.662                                      | 7.662                                      |
| 2011                                                | 2011                                       |                                            | 7.323                                      | 7.323                                      |
| 2021                                                | 2021                                       |                                            | 7.167                                      | 7.167                                      |
| 2024                                                | 2024                                       |                                            | 7.193                                      | 7.193                                      |
| Quelle(n): Statistik Austria, Gebietsstand 1.1.2021 |                                            |                                            |                                            |                                            |

## Kultur und Sehenswürdigkeiten

### Bauwerke

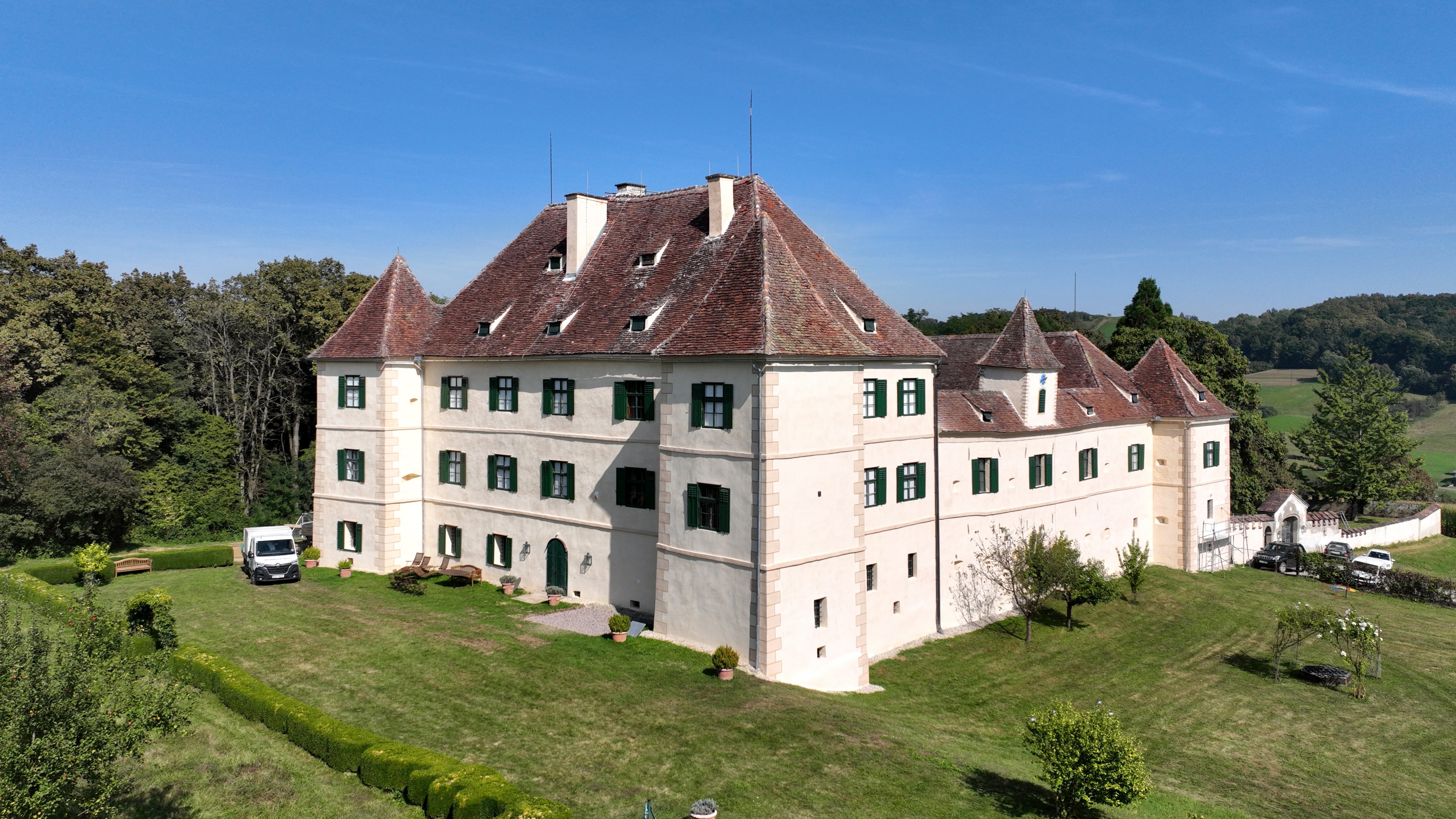
Schloss Hohenbrugg

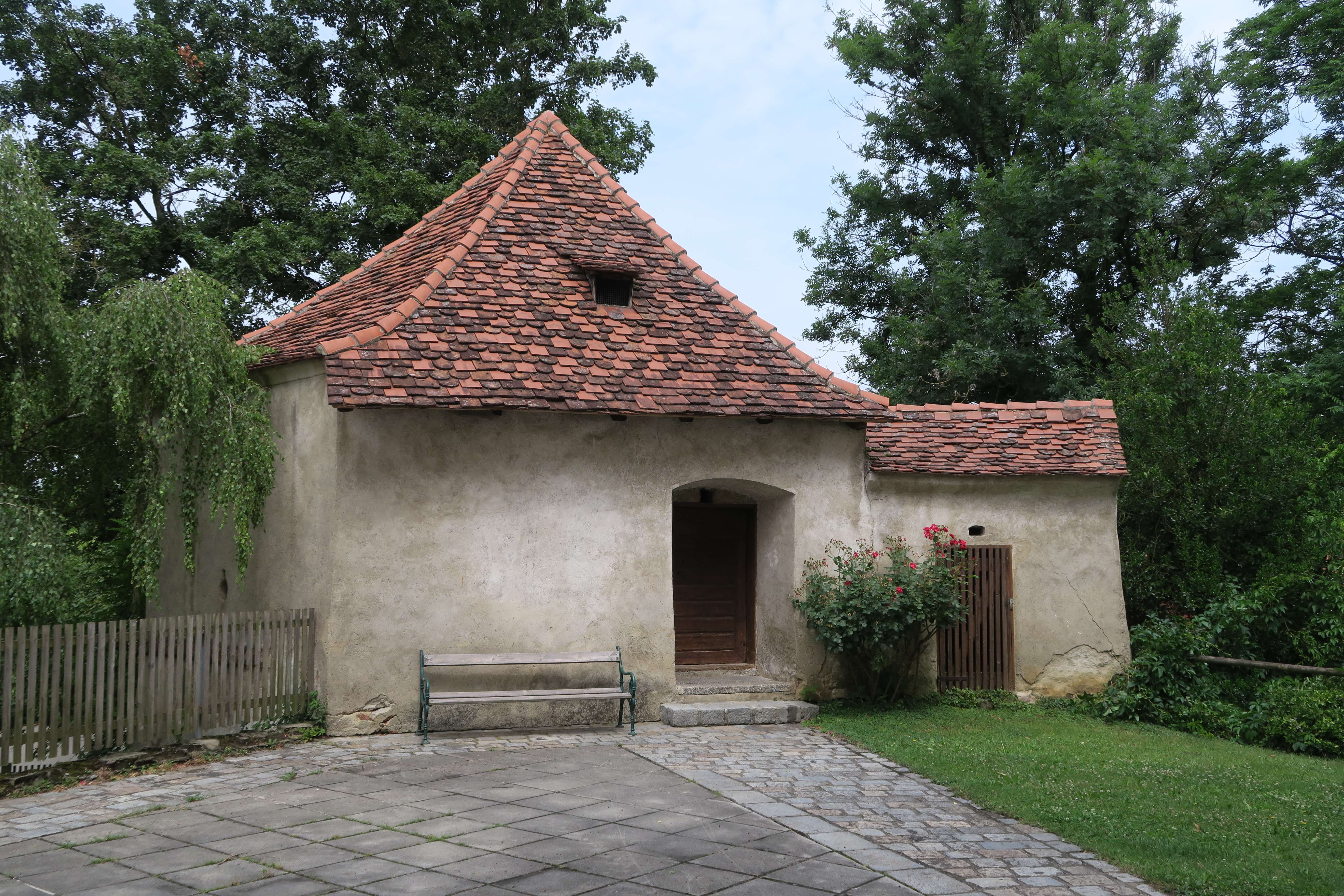
Erhaltene Reste des Tabors

- Die Pfarrkirche Fehring besteht aus einem älteren spätgotischen Teil und dem Neubau von 1723. Sie ist dem Heiligen Joseph geweiht, dessen Bild den Mittelpunkt des Hochaltares bildet.
- Der Fehringer Tabor aus dem Spätmittelalter hat die Pfarrkirche umschlossen. Die Befestigung mit Wehrmauern und Türmen wurde zum Schutz der Einwohner und ihrer Habe in Kriegszeiten errichtet.
- Villa Landwirtschaftliche Fachschule Hatzendorf
- Das Gerberhaus, das 2002 saniert wurde, wird als Ausstellungshaus genutzt, wie „Grenzenlos“ 2007 und „Nordberg“ 2010.[10][11]
- In Schlittenau in Fehring befindet sich die Fehringer Kellergasse, in der sich alte Weinkeller und Presshäuser aneinanderreihen.

### Naturschutzgebiet
Die Altarme der Raab in der Katastralgemeinde Schiefer stehen unter Naturschutz (Gebiet NSG-39c). Geschützt sind Altarmreste als Laichgebiete und Nahrungsquellen, Röhrichtzonen, Auwaldreste, Totholzbestände usw. Dieses Gebiet hat den Namen „Naturschutzgebiet Raabaltarme Schiefer-Hohenbrugg mit angrenzenden Flächen“ und den Zweck, Bestände seltener Tiere und Pflanzen zu schützen, wie den Europäischen Biber, Fischotter, Haselmaus, Eisvogel, Gelbbauchunke, Hirschkäfer usw.
Im ehemaligen Gemeindezentrum von Hohenbrugg an der Raab soll das Kompetenz- und Wissenszentrum „Flussnatur an der Raab“ entstehen.

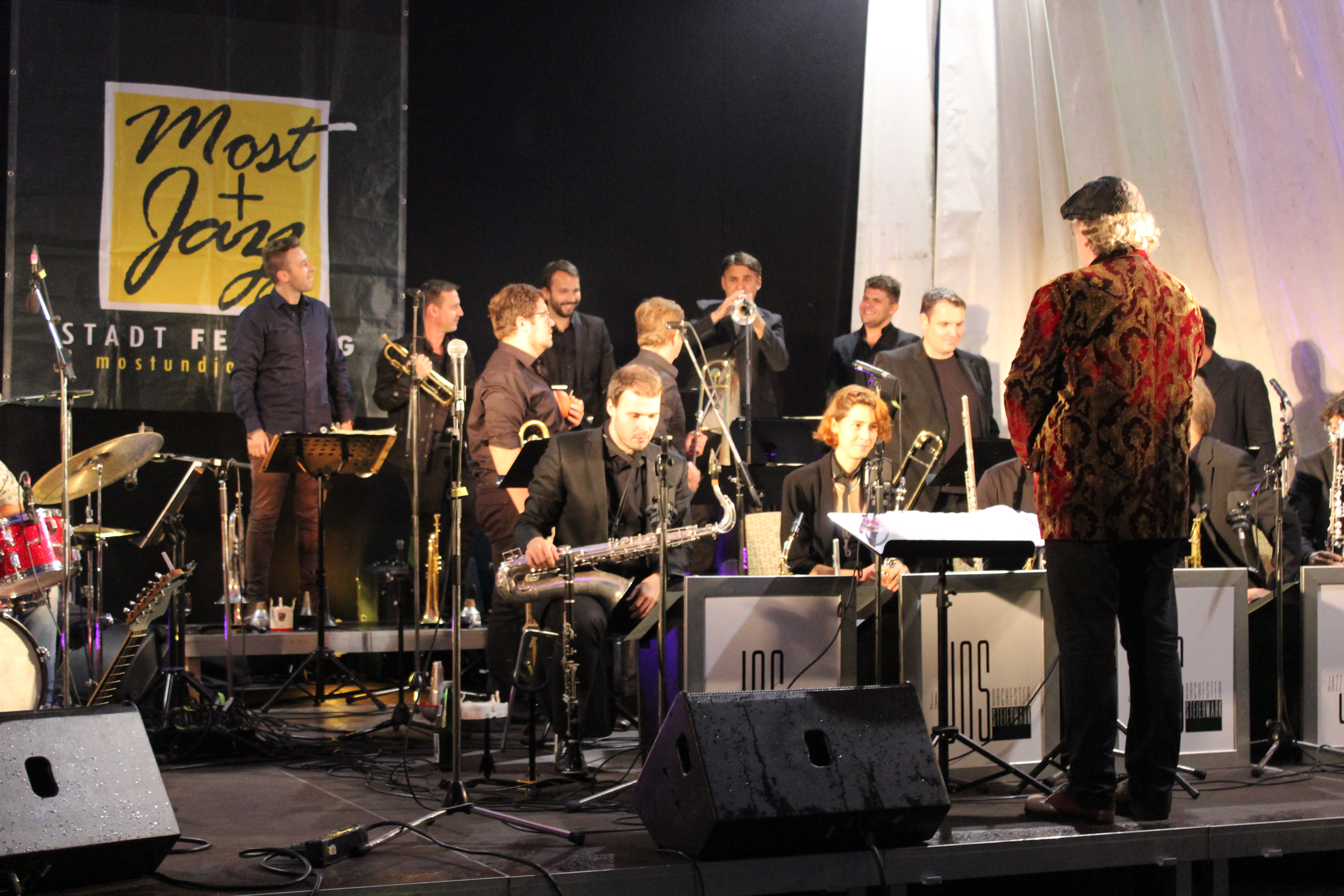
Festival Most und Jazz

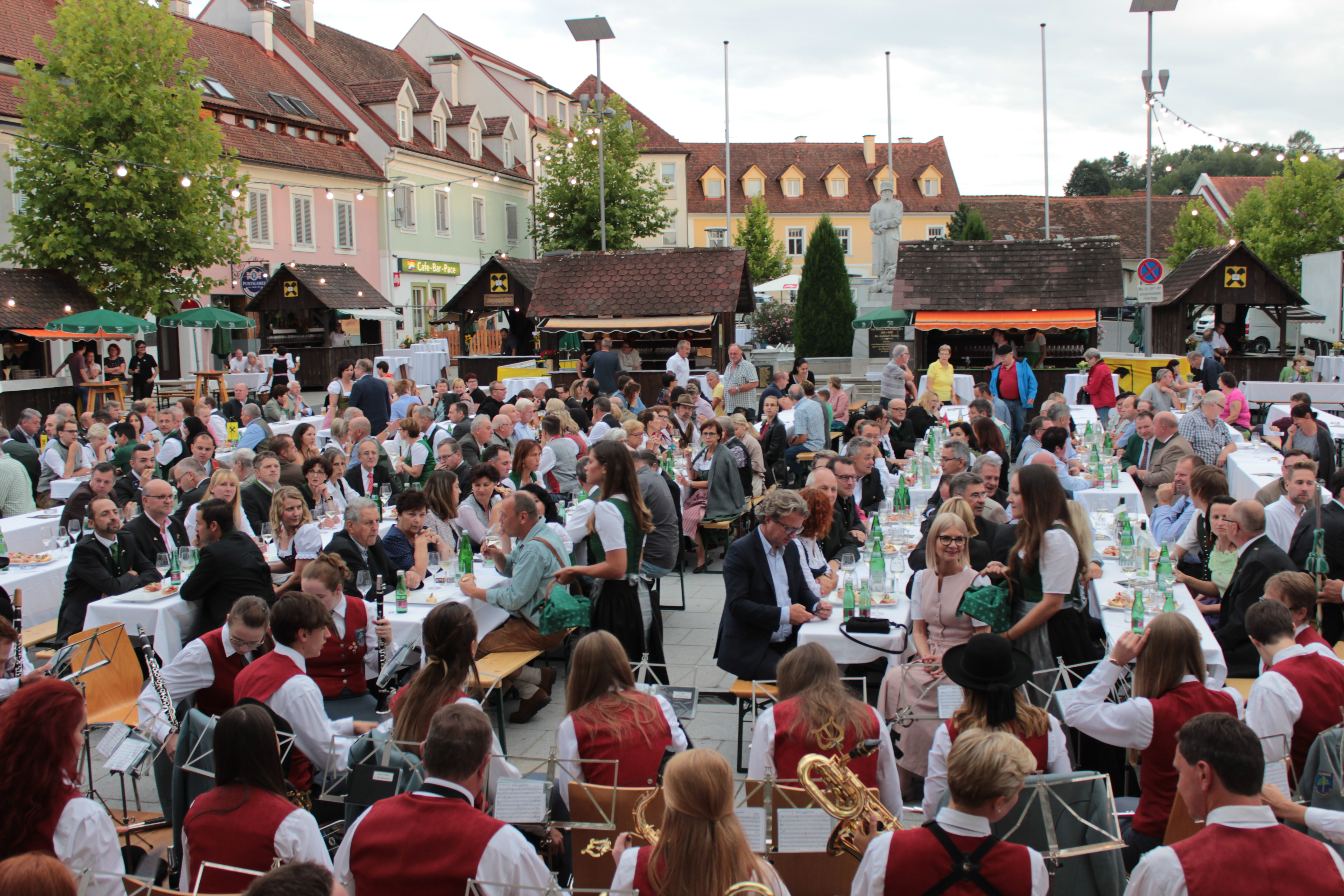
Weintage Fehring 2019

### Regelmäßige Veranstaltungen
- Südoststeirische Thermenland-Weintage: Zu den jährlichen Veranstaltungen in der Region zählen die Südoststeirische Thermenland-Weintage im August, wo Weine der Südoststeiermark bei Musik im Weindorf am Fehringer Hauptplatz getrunken werden können.[14]
- Most + Jazz: Auf dem Hauptplatz findet alljährlich im September auch das Festival „Most + Jazz“ statt, eine Mischung aus heimischer Lebensart und Musik.[15]
- Kellerstöckl hoamsuchn: Eine weitere Veranstaltung ist das alljährliche „Kellerstöckl hoamsuchn“ am Pfingstsonntag um den Fehringer Kuruzzenkogel.[16]

## Wirtschaft und Infrastruktur

### Verkehr

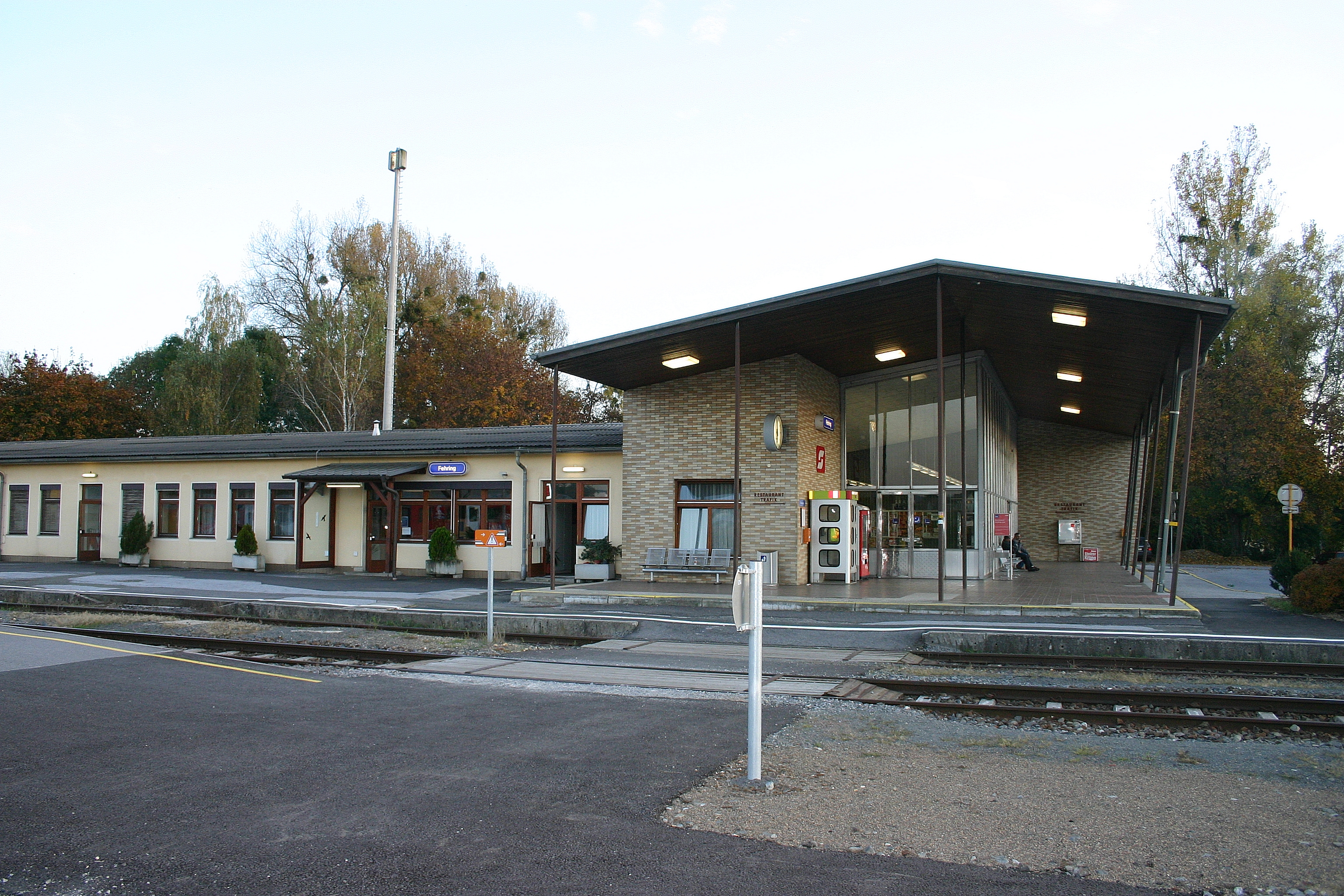
Das historische Stationsgebäude im Bahnhof Fehring musste in den 1960er Jahren einem Neubau weichen.

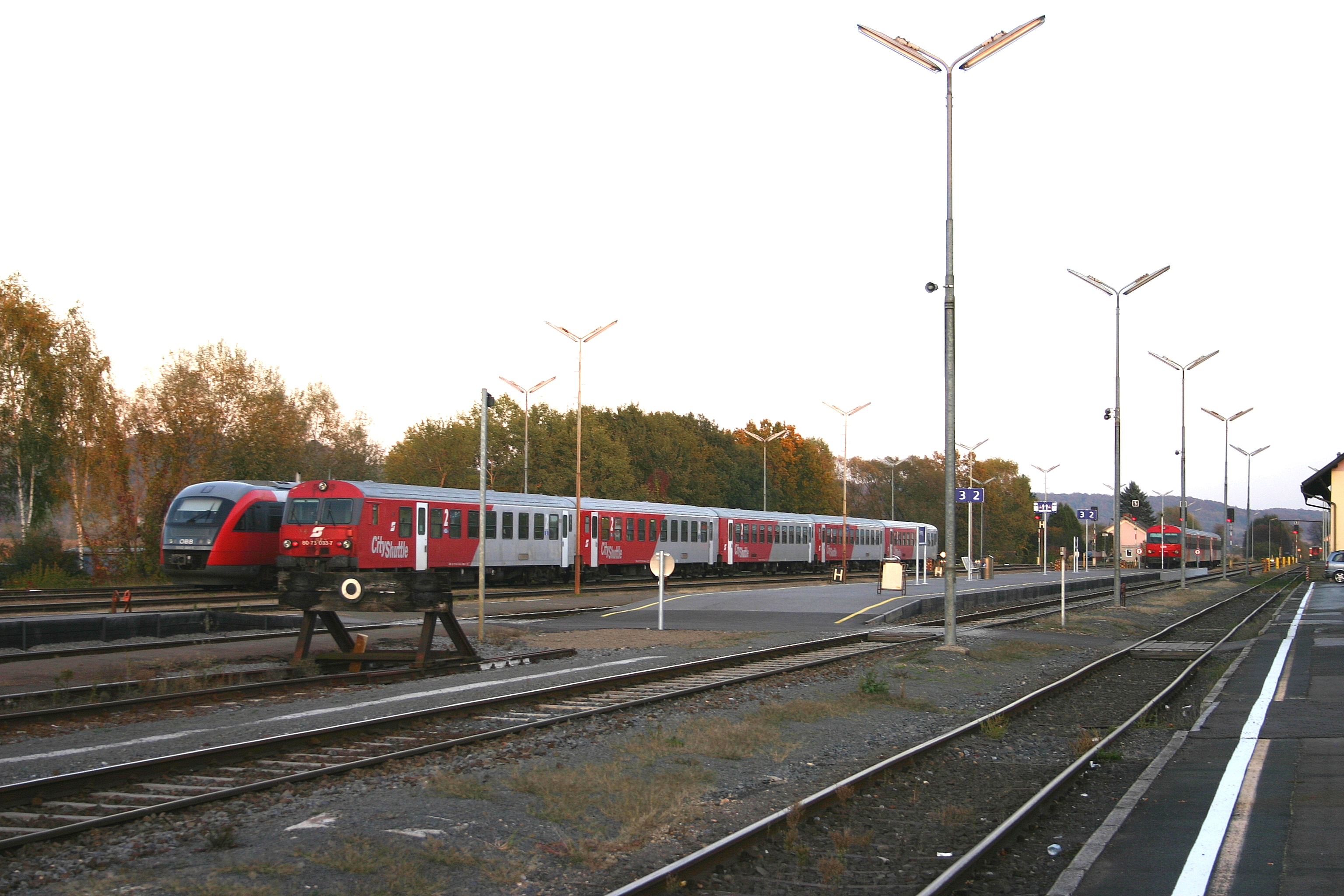
Gleisanlagen im Bahnhof Fehring

Im Bahnhof Fehring treffen sich die Steirische Ostbahn und die Thermenbahn. Seit 12. Dezember 2010 ist Fehring in das Netz der S-Bahn Steiermark eingebunden. Die Linie  hat im Bahnhof Fehring ihren Endpunkt. Zusätzlich zu den Schnellbahnzügen verkehren zwischen Graz und Szentgotthárd Regionalexpresszüge, mit einem Zugpaar ist Fehring auch mit Budapest direkt verbunden. In Richtung Wiener Neustadt und Wien fahren Regionalexpresszüge. Die Garnituren dieser Züge werden, ebenso wie S-Bahn-Triebzüge, nachts und an den Wochenenden im Bahnhof Fehring hinterstellt.
Weiters befinden sich im Bahnhof Fehring Anschlussbahnen der Firmen Agrarunion und Südost.
Fehring liegt an der Güssinger Straße B 57 der Bundesstraße von Feldbach über Jennersdorf nach Oberwart. Die L 207 führt von Fehring nach Hatzendorf (Richtung Fürstenfeld) und die L 204 führt von Fehring nach Bad Radkersburg.
Die neue „Umfahrung Brunn“, die den Durchzugsverkehr der L 207 im Ortsteil Brunn entlastet, wurde 2019 eröffnet.
Durch Fehring führt auch der Ostösterreichische Grenzlandweg 07, österreichischer Weitwanderweg.

### Ansässige Unternehmen
Fehring ist Mitglied im steirischen Vulkanland. Fehring ist Mitglied im Städtebund „8 Städte“, der es sich die Aufgabe gestellt hat, die Kaufkraft in der Region zu halten.
Die Stadt hat mit umliegenden Gemeinden den Wirtschaftspark „Grüne Lagune“ gegründet, um neue Betriebe anzusiedeln.
- Landwirtschaft: Das Raabtal eignet sich vor allem für den Anbau von Mais, es werden aber auch große Mengen Kürbisse zur Herstellung von Kernöl angebaut. In den Hügeln findet sich Obst- und Weinbau.
- Alternative Energie: An der Raab gibt es eine Mühle, die auch ein elektrisches Kleinkraftwerk betreibt. Einige Objekte der Gemeinde, wie die Schulen und die Sporthalle, werden mit Holzhackschnitzel aus der Region beheizt. In der Grünen Lagune wird Biodiesel hergestellt.

Der Leiterplattenhersteller AT&S hat eine Niederlassung in Fehring. Mit etwa 400 Mitarbeitern ist das der größte Arbeitgeber der Gemeinde. Weiters betreibt die Firma Liapor ein Werk zur Herstellung von Blähton am Rande der Stadt Fehring.

### Öffentliche Einrichtungen

#### Ehemalige Kaserne
In Fehring befand sich die Hadik-Kaserne des Österreichischen Bundesheeres, in der die 1. und 2. Aufklärungskompanie des Aufklärungs- und Artilleriebataillons 7 stationiert waren. 2010 wurde in der Garnisonsstadt das 50-jährige Bestehen der 1960 eröffneten Kaserne gefeiert. 2015 wurde der militärische Betrieb eingestellt. Seit 2017 ist das Gebäude an den Verein „Leben in Gemeinschaft“ verpachtet. Der Verein hat das Kasernen-Areal im Jahr 2019 von der Stadtgemeinde erworben und das erste Ökodorf Österreichs.

### Bildung
- Kindergärten und -krippen[24]
  - Kinderkrippe Brunn[25]
  - Kindergarten der Fachschule für Land- und Ernährungswirtschaft Schloss Stein
  - Kindergarten der Stadt Fehring
  - Kindergarten Hatzendorf
  - Kindergarten Hohenbrugg
  - Kindergarten Pertlstein
- Pflichtschulen
  - Mittelschule,[26] (bis 2011 Hauptschule)
  - Volksschule Fehring
  - Volksschule Hatzendorf
  - Volksschule Hohenbrugg[27]
- Fachschule für Land- und Ernährungswirtschaft Schloss Stein
- Landwirtschaftliche Fachschule Hatzendorf
- Musikschule der Stadt Fehring

## Politik

### Bürgermeister
Bei der konstituierenden Sitzung des Gemeinderats am 23. März 2025 wurde der Apotheker Johann Winkelmaier (ÖVP), der bereits bis 31. Dezember 2014 die Gemeinde leitete und anschließend als Regierungskommissär eingesetzt wurde, erneut zum Bürgermeister der Stadtgemeinde gewählt. Auch im Jahr 2020 wurde er als Bürgermeister bestätigt.
Dem Stadtsenat gehören weiters der erste Vizebürgermeister Franz Fartek (ÖVP), der zweite Vizebürgermeister Nico Christian Wendler (FPÖ), der Finanzreferent Ignaz Spiel (ÖVP) sowie Ute Schmied (ÖVP) an.

### Gemeinderat
Durch die Gemeindezusammenlegung wurde bei der Wahl 2015 der Gemeinderat von 21 auf 25 Sitze vergrößert. Diese werden nach dem Ergebnis der Gemeinderatswahl 2025 durch Mandatare folgender Parteien besetzt:
- 17 ÖVP
- 04 FPÖ
- 03 SPÖ
- 01 Die Grünen

Die letzten Gemeinderatswahlen brachten folgende Ergebnisse:
| Partei          | 2025                 | 2025                 | 2025                 | 2020                 | 2020                 | 2020                 | 2015                 | 2015                 | 2015                 | 2010    | 2010    | 2010    | 2010             | 2010             | 2010             | 2010             | 2010             | 2010             | 2010             | 2010             | 2010             | 2010             | 2010             | 2010             |
| Partei          | Großgemeinde Fehring | Großgemeinde Fehring | Großgemeinde Fehring | Großgemeinde Fehring | Großgemeinde Fehring | Großgemeinde Fehring | Großgemeinde Fehring | Großgemeinde Fehring | Großgemeinde Fehring | Fehring | Fehring | Fehring | Hatzendorf       | Hatzendorf       | Hatzendorf       | Hohenbrugg       | Hohenbrugg       | Hohenbrugg       | Johnsdorf        | Johnsdorf        | Johnsdorf        | Pertlstein       | Pertlstein       | Pertlstein       |
| Partei          | Stimmen              | %                    | M.                   | St.                  | %                    | M.                   | St.                  | %                    | M.                   | St.     | %       | M.      | St.              | %                | M.               | St.              | %                | M.               | St.              | %                | M.               | St.              | %                | M.               |
| --------------- | -------------------- | -------------------- | -------------------- | -------------------- | -------------------- | -------------------- | -------------------- | -------------------- | -------------------- | ------- | ------- | ------- | ---------------- | ---------------- | ---------------- | ---------------- | ---------------- | ---------------- | ---------------- | ---------------- | ---------------- | ---------------- | ---------------- | ---------------- |
| ÖVP             | 2571                 | 63                   | 17                   | 2396                 | 67                   | 18                   | 2787                 | 61                   | 16                   | 1468    | 75      | 16      | 736              | 63               | 10               | 521              | 72               | 11               | 395              | 72               | 7                | 337              | 58               | 6                |
| SPÖ             | 0513                 | 13                   | 03                   | 0512                 | 14                   | 03                   | 0827                 | 18                   | 04                   | 0361    | 18      | 04      | 328              | 28               | 04               | 202              | 28               | 04               | 154              | 28               | 2                | 154              | 26               | 2                |
| FPÖ             | 0700                 | 17                   | 04                   | 0337                 | 09                   | 02                   | 0692                 | 15                   | 04                   | 0095    | 05      | 0       | 0046             | 02               | 0                | 100              | 09               | 01               | nicht kandidiert | nicht kandidiert | nicht kandidiert | 093              | 16               | 1                |
| Die Grünen      | 0271                 | 07                   | 01                   | 0323                 | 09                   | 02                   | 0287                 | 06                   | 01                   | 0046    | 02      | 0       | nicht kandidiert | nicht kandidiert | nicht kandidiert | nicht kandidiert | nicht kandidiert | nicht kandidiert | nicht kandidiert | nicht kandidiert | nicht kandidiert | nicht kandidiert | nicht kandidiert | nicht kandidiert |
| Wahlberechtigte | 6.053                | 6.053                | 6.053                | 6.146                | 6.146                | 6.146                | 6.237                | 6.237                | 6.237                | 2.574   | 2.574   | 2.574   | 1.487            | 1.487            | 1.487            | 841              | 841              | 841              | 624              | 624              | 624              | 688              | 688              | 688              |
| Wahlbeteiligung | 68 %                 | 68 %                 | 68 %                 | 59 %                 | 59 %                 | 59 %                 | 75 %                 | 75 %                 | 75 %                 | 77 %    | 77 %    | 77 %    | 79 %             | 79 %             | 79 %             | 89 %             | 89 %             | 89 %             | 89 %             | 89 %             | 89 %             | 86 %             | 86 %             | 86 %             |

### Wappen

Wappen der Vorgängergemeinden
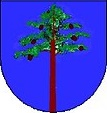
Fehring
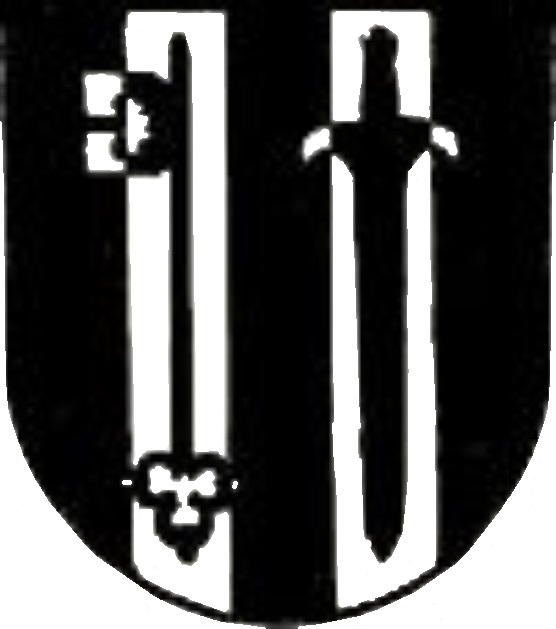
Hatzendorf
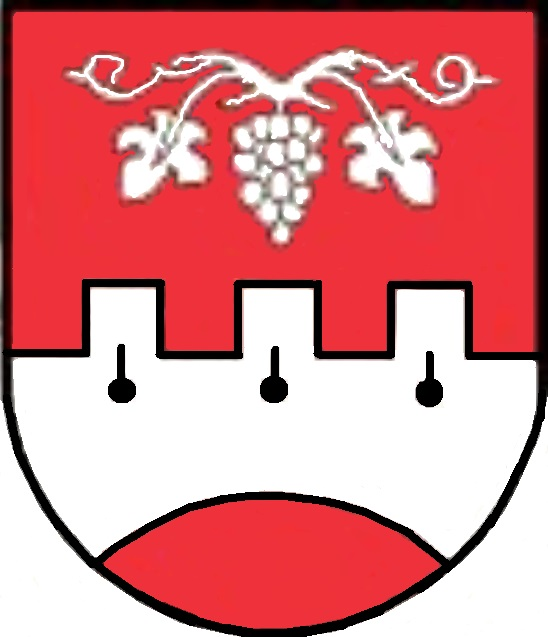
Hohenbrugg-Weinberg
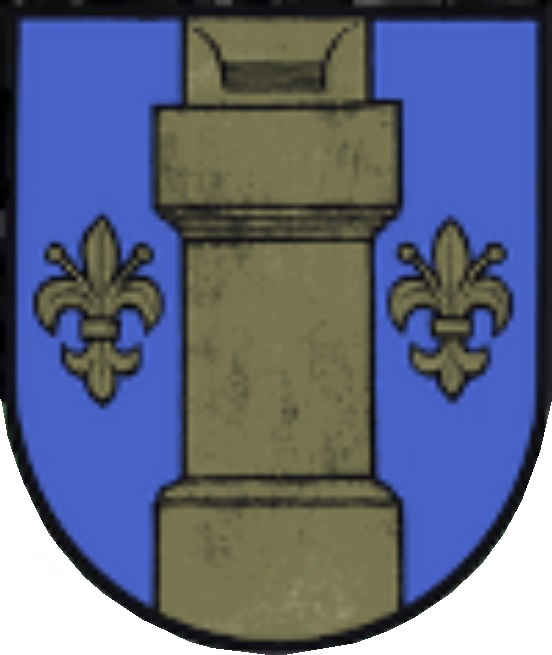
Johnsdorf-Brunn
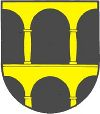
Pertlstein

Mit der Gemeindefusion verloren die Wappen der fünf fusionierten Gemeinden ihre offizielle Gültigkeit.
Die Verleihung des ersten Gemeindewappens für Fehring erfolgte durch
König Ferdinand am 8. Juli 1550 in Augsburg. Wortlaut der Urkunde:
„ain Plauen Schillt, ain Ferhen Paum sein plosser Stamb von unden auf bis in die mitte des Schilltes raichendt. Und dann im obern Taill mit seinen gruenen aufgebraitteten Essten und daranhangenden Zapfen, Irer natürlichen farb und gestalt.“
Ein neues Gemeindewappen für die Fusionsgemeinde wurde von der Steiermärkischen Landesregierung mit Wirkung vom 30. Juni 2020 verliehen und am 26. Oktober 2021 von Landeshauptmann Hermann Schützenhöfer feierlich an Bürgermeister Johann Winkelmaier überreicht.
Die geänderte Blasonierung lautet:
„In Blau aus dem Schildfuß wachsend eine goldene Föhre.“
Bedeutung: Die Föhre als Namensgeber von Fehring wurde vom ursprünglichen Wappen aus dem Jahr 1550 übernommen. Das Gold der Föhre soll den fruchtbaren, goldenen Boden darstellen und die Übernahme der Farbe Blau steht für das Wasser der Raab, aber auch für Beständigkeit und Zukunft.

### Städtepartnerschaften
- Heinersreuth in Bayern, Deutschland
- Patsch in Tirol, Österreich

## Persönlichkeiten

### Töchter und Söhne der Gemeinde
- Franz Endres (1847–1906), Industrieller und Politiker, Abgeordneter zum Österreichischen Abgeordnetenhaus
- Franz Koller junior (1920–2004), Landwirt und Politiker, Abgeordneter zum Nationalrat
- Friedrich Knilli (1930–2022), Medienwissenschaftler
- Wilhelm Nordberg (1930–1976), österreichisch-amerikanischer Physiker, Direktor der NASA-Abteilung für Weltraumanwendung
- Johann Lienhart (* 1960), Radrennfahrer
- Franz Fartek (* 1966), Politiker
- Cornelia Schweiner (* 1980), Politikerin
- Ewald Wurzinger (* 1987), Journalist beim ORF und Korrespondent bei der Rai
- Maria Magdalena Koller (1957–2019), Filmregisseurin und Drehbuchautorin, Professorin für Dramaturgie